# Glen Haven, Wisconsin
Glen Haven là một thị trấn thuộc quận Grant, tiểu bang Wisconsin, Hoa Kỳ. Năm 2010, dân số của thị trấn này là 411 người.